# FuG 244 „Bremen“
Das FuG 244 „Bremen“ war ein Radargerät der deutschen Luftwaffe im Zweiten Weltkrieg und stellt eine Weiterentwicklung des FuG 240 „Berlin“ dar. (FuG steht als Abkürzung für Funkgerät.) Der Antennenspiegel mit einem Durchmesser von 70 cm, das Schwenksystem und die Anzeige waren identisch mit dem Vorgängersystem. Das FuG 244 wurde speziell für die Nachtjagd entwickelt und arbeitete mit 10 kW Impulsleistung auf einer Wellenlänge von 9 cm mit einer Frequenz von 3300 MHz. Mit einer Suchreichweite von 5 km und einer Nahauflösung von 200 m wurden die Leistungen gegenüber dem FuG 240 nochmals verbessert. Außerdem war das Gerät „Bremen“ kleiner und leichter als die erste Serie der „Berlin“-Geräte.
Das FuG 244 war Bestandteil der Ausschreibung 12376/45 des Reichsluftfahrtministeriums für einen modernen Nachtjäger. Die auf Basis dieser Ausschreibung geplante Heinkel P.1079 wurde nie gebaut. Vom Gerät FuG 244 wurde lediglich ein Exemplar ausgeliefert und bei Kriegsende in der Erprobungsstelle Diepensee Tests unterzogen.